# Campeonato Pan-Americano de Ginástica Artística de 2013
O Campeonato Pan-Americano de Ginástica Artística por Aparelhos de 2013 foi realizado em San Juan, Porto Rico, de 8 a 11 de agosto de 2013. A competição foi organizada pela Federação de Ginástica de Porto Rico e aprovada pela Federação Internacional de Ginástica.

## Medalhistas
| Evento              | Ouro                   | Prata                                     | Bronze                  |
| ------------------- | ---------------------- | ----------------------------------------- | ----------------------- |
| Masculino           |                        |                                           |                         |
| Solo                | Diego Hypólito (BRA)   | Manrique Larduet (CUB)                    | Jossimar Calvo (COL)    |
| Cavalo com alças    | Sérgio Sasaki (BRA)    | Jorge Giraldo (COL)                       | Pericles Silva (BRA)    |
| Argolas             | Henrique Flores (BRA)  | Federico Molinari (ARG) Tommy Ramos (PUR) | —                       |
| Salto               | Manrique Larduet (CUB) | Diego Hypólito (BRA)                      | Angel Ramos (PUR)       |
| Barras paralelas    | Manrique Larduet (CUB) | Jorge Giraldo (COL)                       | Sérgio Sasaki (BRA)     |
| Barra fixa          | Jossimar Calvo (COL)   | Nicolás Córdoba (ARG)                     | Francisco Barreto (BRA) |
| Feminino            |                        |                                           |                         |
| Salto               | Dovelis Torres (CUB)   | Letícia Costa (BRA)                       | Sandra Collantes (PER)  |
| Barras assimétricas | Kaitlyn Hofland (CAN)  | Jessica López (VEN)                       | Ivet Rojas (VEN)        |
| Trave               | Ana Sofía Gómez (GUA)  | Jessica López (VEN)                       | Dovelis Torres (CUB)    |
| Solo                | Daniele Hypólito (BRA) | Victoria Moors (CAN)                      | Leidys Perdomo (CUB)    |

## Quadro de medalhas
| Pos.               | País               | Ouro | Prata | Bronze | Total |
| ------------------ | ------------------ | ---- | ----- | ------ | ----- |
| 1                  | Brasil             | 4    | 2     | 3      | 9     |
| 2                  | Cuba               | 3    | 1     | 2      | 6     |
| 3                  | Colômbia           | 1    | 2     | 1      | 4     |
| 4                  | Canadá             | 1    | 1     | 0      | 2     |
| 5                  | Guatemala          | 1    | 0     | 0      | 1     |
| 6                  | Venezuela          | 0    | 2     | 1      | 3     |
| 7                  | Argentina          | 0    | 2     | 0      | 2     |
| 8                  | Porto Rico         | 0    | 1     | 1      | 2     |
| 9                  | Peru               | 0    | 0     | 1      | 1     |
| Total (9 entradas) | Total (9 entradas) | 10   | 11    | 9      | 30    |